# I-3 (航空機)
I-3/DI-2
- 用途：複葉戦闘機
- 設計者：ニコライ・ポリカルポフ
- 製造者：ポリカルポフ
- 運用者：ソ連空軍
- 初飛行：1928年2月21日
- 生産数：389機または399機
- 生産開始：1928年
- 運用開始：1929年
- 退役：1935年
- 運用状況：退役

ポリカルポフ I-3 (ロシア語: Поликарпов И-3) は1920年代後半に設計されたソ連の戦闘機である。I-3は1929年に運用が始められたが、より高性能な戦闘機の登場により1935年に退役した。

## 設計と開発
I-3の開発は、ポリカルポフ DI-1の事故調査が終了した1926年の中頃に始められた。新型複葉機は以前の設計と多くの特徴を共通していたが、主翼はスタッガード配置で、上翼幅は下翼より長く、これは新しい設計だった。I-3はOSS (ロシア語: Otdel Sookhoputnykh Samolyotov — 陸上機部門) のAviatrest (Aviation Trust) にて、同部門の設計者の長であったニコライ・ポリカルポフの指導の下で設計された。OSSの内部では、新型戦闘機のための適切なエンジンについて多くの議論がなされていたが、ポリカルポフはライト トルネード星形エンジンを拒否し、BMW VI 液冷V12エンジンに賛成した。1927年4月には木製のモックアップが完成したが、設計に対する公式な認可は1927年6月3日まで下りなかった。10月にBMWエンジンのライセンス交渉が終了し、それと同時期にフルサイズモデルを用いた静的試験が始められた。
I-3は樺の合板で作られた「シュポン」で覆われた楕円形のセミモノコック構造の胴体と、胴体に合わせて整形された小さなヘッドレストをもち、エンジンは金属製のカウリングで覆われていた。2つのスパーをもつ主翼は合板と羽布で覆われており、断面はクラークY型だった。主翼の補強のために翼内に張線が使われていた。操舵面はジュラルミン製の枠を羽布で覆っていた。差動式フライズ式エルロンが使用されていた。涙滴断面をもつジュラルミン製のN型翼間支柱が上翼と下翼、上翼と胴体に取り付けられていた。翼間支柱は鋼製のワイヤで補強されていた。ゴム製緩衝装置付きの尾輪式の降着装置と尾橇はジュラルミン製だった。主脚はポリカルポフ R-1と同様にスキーに交換することができた。エンジンの半引込式ラジエータは胴体下、主脚柱の後方にあった。 2つの燃料タンクが搭載され、メインタンクは胴体に、主にエンジンの始動に使われる小さな 2.5 ℓ タンクは上翼の中央部分にあり、エンジン冷却液のタンクと隣り合って配置されていた。合計210 kgの燃料を搭載することができた。当初I-3は2丁の同調式7.62 mm ヴィッカーズ機関銃が搭載されていたが、後にPV-1機関銃に交換された。中央のOP-1光学式照準器にはやや右舷側に設置されたKP-5リングサイトが付属していた。いくつかの機体は2つの11.5 kg爆弾を搭載する爆弾架を装備した。
最初の試作機は1928年の初頭に完成し、2月21日に初飛行した。製造者による試験は3月10日に終わり、国家受領試験は4月14日に終了した。NII VVS(ロシア語: Naoochno-Issledovatel'skiy Institoot Voyenno-Vozdooshnykh Seel – 空軍科学試験機構)は高速時の方向安定性の不足と機動間の応答性のわずかな問題を批判した。
前者の問題の対策として垂直尾翼の面積が増やされ、昇降舵にはホーンバランスがつけられた。後者の問題はスプリット式エルロンによって対応した。実際の使用許可が得られる前に生産が開始されていたため、最初の40機は小さな尾翼を持った形で完成された。二番目の試作機は1928年8月に完成し、高速に適したプロペラの試験をした。最高速度は283 km/hまで上昇したが、離陸距離が増大した。最初の39機と2機の試作機は輸入エンジンを使用したが、後の機体はライセンス生産されたミクーリン M-17エンジンを使用した。

およそ400機が生産され、Gordon and Dexterは389機または399機とする情報源を引用している。彼らは年ごとの生産数を示した表も掲載しており、そこでは1928年に35機、1929年に47機、1930年に250機、1931年に55機、2機の試作機を含んで合計389機としている。

## 運用
I-3の配備は1929年から始まった。最初に配備されたのは白ロシア軍管区で、グリゴロヴィチ I-2を代替した。 白ロシア軍管区ではスモレンスクの第4、第7航空中隊(ロシア語: Aviaeskadril'ya–Air Squadron)に配備された。これらは後に第106、第107戦闘機航空中隊(ロシア語: Istrebitel'naya aviaeskadril'ya—Fighter Air Squadrons)となる。ブリャンスクでは第13、第5航空中隊（後の第108、第7戦闘機航空中隊）に配備された。所在地は不明だが、第9航空中隊と第17、第19航空中隊（後の第116、117戦闘機航空中隊）にも配備された。
翌年にはウクライナに基地を置く部隊がI-3を受領し始めた。ウクライナでは第3中隊（後の第109戦闘機中隊）と、キエフの第73飛行隊(ロシア語:  Aviaotryad — Air Detachment)、ボブルイスクの第91中隊（後の第33戦闘機中隊）に配備された。残りは第1、第2、第3軍航空学校に送られた。
1930年10月1日には252機のI-3が運用され、翌年にその数は282機になった。1932年1月1日には297機が運用されていたが、翌年には249機に、1933年の終わりには239機に減少した。1935年には新型でより強力なポリカルポフの戦闘機の運用が始まったため、I-3は二次的な任務に引き下げられた。即ち I-15, そして I-16_(航空機)である。

## 派生型
DI-2 (ロシア語: ДИ-2) はI-3を拡大した複座型である。DI-2は胴体にフレームが追加され、翼幅が伸び、ラダーが拡大された。2丁の7.62mm DA 機関銃が観測員席のスカーフリングに搭載された。原型機は1929年初めに完成し、同年5月に初飛行した。しかし原型機は1929年の末に降下中に発生した尾翼の故障より墜落し、操縦士は死亡した。

## 運用者
ソビエト連邦
- ソ連空軍

## 要目 (I-3)
出典: Shavrov, Istoriia konstruktskii samoletov v SSSR do 1938 g.
諸元
- 乗員: 1名
- 全長: 8.08 m
- 全高:
- 翼幅: 11 m
- 翼面積: 27.85 m2
- 翼型: Clark-Y
- 空虚重量: 1,400 kg
- 運用時重量: 1,846 kg
- 動力: BMW IV 液冷V型12気筒エンジン 、545 kW （730 hp）   × 1

性能
- 最大速度: 278 km/h（海面高度）
- 航続距離: 585 km
- 実用上昇限度: 7,200 m
- 上昇率: 5,000 mまで12.6分
- *360°水平旋回時間: 14秒

武装
- 7.62 mm PV-1機関銃 2丁

## 参照
1. 1 2  Gordon and Dexter, p. 7
2. 1 2  Gunston, p. 292
3. ↑  Gordon and Dexter, pp. 7–8
4. 1 2  Gordon and Dexter, p. 9
5. ↑  Gordon and Dexter, pp. 9–10
6. ↑  Gordon and Dexter, p. 10